# До моето първо либе
„До моето първо либе“ е стихотворение от българския поет Христо Ботев. То е публикувано за първи път на 22 юни (10 юни стар стил) 1871 г. в първия брой на издавания от Ботев вестник „Дума на българските емигранти“. През 1875 г. то е включено в издадената съвместно със Стефан Стамболов стихосбирка „Песни и стихотворения от Ботьова и Стамболова“.
Според някои изследователи от миналото „До моето първо либе“ е посветено на Парашкева Шушулова, с която Христо Ботев се среща в Калофер. Ето какво пише за тяхната любов Рада Киркович:
"През лятото на 1868 г. аз се срещнах с Парашкева на Хисарските бани. Тук, при многото възпоминания за нашето общо с нея минало в Киев, приказвахме си надълго и нашироко и за нашето интересно настояще. От Парашкева тогава научих и за Христо Ботев, че във време на училствуването си в Калофер той много често посещавал манастира на баба Парашкева, носил книги за прочит на Парашкева, прекарвал повече време с нея, пеял с нея песни народни и бунтовнически и изобщо преживявал с нея не малко часове от своята ранна младост. А когато Парашкева направила изпитание на учениците си в присъствието на общината, то някои от първенците забележили на Ботева да не гледа толкова на учителката, на което той отвърнал с думите: „Не ми сте кехая на очите!“. В Пловдив получих от Парашкева писмо и при писмото едно стихотворение, подарено или посветено ней от Ботева. Това стихотворение за жалост аз съм изгубила заедно с други мои неща при бежанията ни в Русия преди освободителната война и не мога да кажа точно кое беше то. За взаимните отношения на Ботева и Парашкева Шушулова ще кажа, че те били мили, много мили, но дотолкова интимни, доколкото това допущаше времето и сферата, в която се живееше тогава. Всеки от нас може да си представи, че в Калофер Христо Ботев не е намирал по-голямо удоволствие от това, което той преживявал в обществото на Парашкева, най-напред по простата причина, че тогава в Калофер не е имало равна по развитие от Парашкева девойка, която да заинтересува поетическата му душа и му достави по-голямо удоволствие от срещата му с Парашкева. Обаче за близост голяма и усамотени с нея разходки и дума не може да става. Срещите им са били всякога в манастира и най-много вън от града в обществото на гуляющите калоферски граждани и техният невинен роман се е водил единствено в Калофер, тъй като до женитбата си с Лазар Тюлев Парашкева не е учителствувала, нито е живяла другаде някъде освен в Калофер" (Киркович, Рада. Спомени, С., 1927. с.30 – 31)
Според по-съвременни проучвания, стихотворението е посветено на Мария (Мина) Горанова от Карлово, братовчедка на Ботев. Двамата били близки и Мина била завладяна от националноосвободителните идеи, но била принудена от баща си да се омъжи за богатия котелски търговец Петър Огнянов, който я отвежда в Кюстенджа. Първият син на Мина и Петър Огнянови е големият актьор Сава Огнянов. Смята се, че на Мина Ботев посвещава и други свои стихове: „На прощаване“, „Пристанала“.